# Villem Kapp
Villem Hansovich Kapp (født 7. september 1913 i Suure-Jaani, død 24. marts 1964 i Tallinn, Estland) var en estisk komponist, organist, lærer og rektor.

## Liv og gerning
Villem der er nevø til Artur Kapp og fætter til Eugen Kapp, studerede orgel og komposition på Musikkonservatoriet i Tallinn hos sin onkel og Heino Eller. I 1938 tog han eksamen i orgel og 1944 i komposition. Fra 1944 til 1964 var han lærer sammesteds i teori og komposition, fra 1957 til 1964 som leder af kompositionsafdelingen.

## Værker
Kapp har skrevet to symfonier for orkester, orkesterværker, kammermusik, korværker, sange, symfoniske digtninge etc.
- Ööpoeem (for symfoniorkester, 1942)
- 1 symfoni i a-mol (1947)
- 2 symfoni i c-mol (1954, 2. udgave 1955)
- Põhjarannik (heroisk korpoem, 1958)
- Lembitu (opera, 1961)
- Kevadele (kantate, 1963)
- Elegi - for Strygerorkester
- Digt for Fred - for Orkester

### Sange for kor
- Kalurilaul
- Laena mulle kannelt, Vanemuine
- Hällilaul
- Pilved sõudvad
- Õhtulaul
- Mets
- Talvine õhtu

### Sange for solist
- Kevadelaul
- Kui kustub suvepäeva viimne vine
- Vang
- Sa tulid